# Битка за Малакал
Битка за Малакал је битка која се водила 27—29. новембра2006. године у граду Малакал на југу Судана. Сукоби између снага Суданске владе и Народног покрета за ослобођење Судана били су највеће кршење споразума потписаног 2005. године да се заустави Други судански грађански рат.

## Битка
Према Народном покрету за ослобођење Судана (SPLA), предводник милиције и генерал Гејбријел Танг започео је сукобе нападом на SPLA; потом је узео таоца у локалној бази Суданске војске. Након захтева да се преда који Танг није испунио, SPLA је напао базу и изазвао одговор Суданске војске која је извршила контранапад тенковима. Суданска војска, с друге стране, криви SPLA за започињање битке. Након три дана борбе битка је утихнула, а обе стране пристале су да се врате на своје пређашње положаје.

## Последице
Тангова милиција је поново ушла у сукоб са SPLA у Малакалу године 2009, али и две године после у Џонглеју; нетом после овога, предала се снагама SPLA. Сукоб из 2006. године није ескалирао на ризичан ниво, а Референдум о независности Јужног Судана 2011. одржан је како је и првобитно било планирано те у складу са Свеобухватним мировним споразумом из 2005. године — чиме је Јужни Судан постао независна држава.